# Galceran de Requesens i de Santacoloma
Galceran de Requesens i de Santacoloma   (Molins de Rei, 1385 ↔ 1400 - València, 1465) fou un noble català, lloctinent de Catalunya en el regnat d'Alfons el Magnànim. Va estar al servei dels Trastàmara, igual que el seu pare, Lluís de Requesens i de Relat, i que el seu germà Bernat de Requesens i de Santacoloma. Persona ambiciosa i fort líder, s'enfrontaria des de la cort contra l'oligarquia barcelonina.

## Biografia
El seu pare va ser senyor d'Altafulla i la Nou, feu que comprà als senyors d'Entrença entre 1324 i 1359, i que heretaria Galceran a la mort del pare. Lluís de Requesens va ser designat per la comissió parlamentària que havia de decidir els compromissaris de Casp. Va col·laborar amb la causa antiuregellista, i va abandonar la comissió en favor de Macià Despuig, tot i no deixar mai de banda el seu compromís amb suport econòmic a Ferran I en el Compromís de Casp, fet que va ser l'origen dels forts lligams entre la família Requesens i els Trastàmara d'Aragó. Després de l’elecció de Ferran I, la carrera de Lluís de Requesens es va catapultar; el 1415 exercia ja de governador general de Catalunya, càrrec que va ocupar fins al 1426.

### Primeres implicacions polítiques
Durant l’etapa en què Alfons el Magnànim fou príncep de Girona, Galceran de Requesens començà el seu servei al monarca com a patge a la cort reial. Se sap que va participar en la campanya d’Alfons per pacificar Sardenya i Còrsega, durant el 1420, i concretament que va participar del setge del Bonifaci, a Còrsega, que va tenir lloc entre el setembre de 1420 i el gener de 1421.
No hi ha gaires dades de joventut de Galceran, tot i que sembla que continuà al servei d’Alfons sent present a la cort de Nàpols fins que el 1430 començà la seva exponencial promoció com a home de confiança del rei Alfons, possiblement arran de la guerra amb Castella. Aquell any, el monarca va nomenar Galceran uixer d’armes, un oficial reial que s'encarregava de la seguretat del monarca. Tanmateix, és nomenat administrador de les possessions confiscades a Federic de Luna en el context de la guerra amb Castella, l’1 de febrer de 1430. Així mateix, Alfons va donar-li, el 25 de febrer d’aquell mateix, any les possessions de Joan Rotlle de Xàtiva. I també el mateix any rebia la baronia de Molins de Rei. Se situa a Galceran al voltant de l’any 1430 a Carinyena. És possible que, tal com indica l'historiador Fernández Trabal, estigués desenvolupant tasques de reclutament per la campanya d’Alfons contra Joan II de Castella.

### Batlle General de Catalunya (1430-1447)
El 1430, va iniciar la seva etapa batlle general de Catalunya i en aquell mateix any ja va fer ús del càrrec per a temes personals, amb relació a un plet per la propietat del Castell Ciuró. El 1433 va esdevenir governador general a Menorca, on va iniciar un procés de reestructuració del govern municipal. El 1435, essent batlle general de Catalunya, és empresonat pels ciutadans honrats. El 1440 se situa Galceran de Requesens navegant amb la seva galera per Itàlia col·laborant amb les campanyes bèl·liques d’Alfons i, un any més tard, a la costa murciana, a Pormán, on va capturar un vaixell castellà de Martí de Nicolau. Tot i que la guerra amb Castella era un fet en aquell moment, resultà que Nicolau era súbdit d’Alfons i, a més, sembla que la captura del vaixell es donà poc temps després que se signés la pau, cosa que converteix l’acte de Requesens en pirateria sense ser emparat per cap patent de cors. El 1447 és tornat a empresonar pel patriciat barceloní, aquest cop per un conflicte vinculat a la pirateria exercida pel seu cunyat Jaume Vilaragut i el lloguer d'una galera propietat de Galceran per combatre els dits pirates. Galceran va exercir com a batlle general de Catalunya fins al 1447, en què inicia la seva etapa com a governador general de Catalunya.

#### Galceran de Requesens a Menorca
Entre 1430 i 1439, Alfons el Magnànim va nomenar Galceran com a governador de Menorca. Va impulsar diverses reformes per posar fi al monopoli del poder de Ciutadella que, malgrat que després de la reforma mantenia una major representació, havia de repartir el poder. Així mateix, va introduir diverses reformes econòmiques que tenien en compte la recaptació d’impostos per fer front al deute, la regulació de preus del blat i la prohibició dels càrrecs electes de cobrar el seu deute personal mentre exercissin.
Galceran també va treballar per reformar el braç militar de l’illa, que estava sobrerepresentada als consells de l'Illa, acumulava massa poder i privilegis fiscals. En aquell moment la noblesa estava molt minvada a Menorca. Galceran va voler eliminar el braç del govern, fer que els nobles paguessin impostos per totes les seves propietats i que participessin en la defensa de l’illa. Galceran va deixar d'exercir el càrrec el 1444.

### Primer període com a governador general de Catalunya (1447-1453)
Galceran va ser també portaveu del governador general a Catalunya, on el càrrec l’havia d’exercir un català resident al Principat. En aquest cas, sembla que inicià aquesta tasca l’any 1447. Com a governador es trobà amb una oposició frontal de l’oligarquia, amb la qual ja s'havia enfrontat durant l’etapa de batlle general. Sovint, el patriciat de la Ciutat Comtal li ordenava que marxés de la ciutat amb l’anomenat privilegi del governador, cosa que dificultava la tasca de Requesens. Tot i això, que s'entorpís la tasca de Galceran no era casualitat, ja que la seva enemistat amb els ciutadans honrats l’havia portat a buscar suports en les menestralies i el poble menut formant l’encara no legalitzada Busca. Com que sovint se li prohibia estar-se a Barcelona es reunia a Sant Cugat, Lleida, Vic o Vilafranca.
L’any 1447 feu empresonar el sotsveguer de la ciutat, enfrontant-se de nou amb la voluntat del Consell de Cent. Durant el seu període com a governador general, va assessorar la reina Maria en el conflicte municipal de Manresa. Finalment, després d’un període en què era expulsat contínuament de la Ciutat, el setembre de 1449, Galceran aconsegueix permís del monarca per mantenir-se a voluntat dins de la ciutat. Va ser en aquell moment en què, segons Carme Batlle, s'estableix l’aliança entre la gabella de la Busca i el governador. Aquell mateix any, Galceran fa una ambaixada a Nàpols per assolir la legalització del Sindicat dels Tres estaments tot i que en aquella ocasió falla. A més a més, no sols falla ell sinó que, mentre Galceran era a Nàpols, una comissió intentava el mateix a les corts de Perpinyà dirigides per la reina Maria com a lloctinent. Allà tampoc van tenir èxit.
Durant el transcurs de l’any 1450, Galceran va ser nomenat ambaixador a Castella, a pesar que encara no començaria a exercir com a tal. El 1451 representa l’any clau en la lluita de Galceran contra la Biga, en aquell moment per primera vegada el partit popular apareix de manera organitzada i comença a guanyar suports gràcies al prestigi de la figura de Galceran. En aquell context, Galceran provà de nou d’obtenir la legitimació de la Busca anant a veure a Alfons a Nàpols, on va defensar que la Busca aconseguiria pacificar la ciutat. Aquest cop, comptava amb la companyia del mercader Pere Camós i el teixidor Guillem Ribes, i tots tres s'instal·len a la ciutat de Torre del Greco durant la seva estada a Nàpols. En aquesta visita també hi fou el conseller de la Biga, Antoni Vinyes, aquest últim en defensa dels interessos contraris a Galceran. Vinyes va demanar la destitució de Galceran a Alfons, que li replicà que «no acostumave a llevar officis a negú sens causa procedent». En aquella trobada amb el monarca, Galceran abordà també el tema de la donació reial de Molins de Rei. La causa quedà pendent pel motiu que Alfons encomanà a Galceran una ambaixada a Castella i aquest s'hi traslladà entre finals de 1451 i el 6 de gener de 1452, moment en què Alfons despatxà a Camós i Ribes.
Malgrat que l'empresa de Galceran va fallar a Nàpols, el juny de 1452 el Sindicat dels Tres estaments o la Busca va ser aprovat verbalment per la reina Maria, que va claudicar davant la pressió dels buscaires. Per bé que l’acceptació legal del sindicat era limitada, ja que permetia només a alguns oficis reunir-se per abordar únicament el tema de la devaluació de la moneda.
Poc després, el dia de Sant Andreu de 1452, es van celebrar eleccions al Consell de Cent com era costum. La jornada va transcórrer amb normalitat fins que poc abans que passés un mes, el 15 de desembre, van arribar unes cartes procedents de Nàpols en les que Alfons revocava els privilegis sobre les eleccions de regidors i del Consell de Cent, i donava poder a Galceran. Així, aquest cop sí, Requesens aconseguia arrencar algunes concessions d’Alfons: que s'aprovés el permís d’associació per la Busca, la reorganització del Consell de Cent i la modificació del sistema d’elecció. Malgrat això, davant d’un govern ja constituït, la Busca i Requesens restaren a l’espera d’un nou 30 de novembre. Durant el transcurs de 1453 la reina va anar delegant a Requesens els assumptes municipals. Davant d’això, els consellers van anar a protestar a l’infant Joan, que donà la raó als seus rival. Els habitants de Barcelona, veient la deslegitimació del govern de la ciutat van fer arribar cada vegada més queixes a Requesens. Aviat el plet es traslladà al tribunal reial presidit per la reina Maria i s'acordà ajornar l’elecció del Consulat de Mar, que s'havia de celebrar el 25 d’abril. Mentre tot això succeïa, els consellers de la Biga procuraven impedir la comunicació dels buscaires amb Alfons mentre ells hi enviaven ambaixades. Quan la reina Maria, farta de disputes, va demanar permís per marxar a Castella els esdeveniments van canviar ràpidament, ja que Requesens va ser nomenat lloctinent en lloc seu.

### Lloctinent de Catalunya (1453-1454)

#### Ascens al poder
Requesens va prendre possessió del càrrec de lloctinent el 19 d’octubre de 1453 des de l’altar major de la catedral de Barcelona. La cerimònia va començar amb una poderosa mostra de força, desfilant pels carrers de la ciutat acompanyat d’una multitud que li feia suport des del Palau Reial Menor de Barcelona, on residia. El càrrec de lloctinent li donava els mateixos poders que gaudia el monarca, podent convocar corts.
Immediatament després de prendre possessió del càrrec, Requesens va delegar les seves funcions de portaveu del general governador a Andreu Català. Mentre tot això succeïa, els consellers i diputats de la Biga presentaven una protesta per la designació de Galceran com a lloctinent, ja que anava en contra de les lleis i constitucions catalanes per dos motius: que fos únicament cavaller, cosa que representava una ofensa per l’alta noblesa; i que intervingués en la política municipal. Les protestes de la Biga van tenir tant de ressò a la ciutat que el poble de Barcelona, partidari de Requesens, va estar a punt d’alçar-se per defensar al lloctinent davant d’un poder de propaganda tan gran. Tal va ser el punt que Alfons va arribar a demanar a Maria que posposés el seu viatge a Castella per reprendre la lloctinència. Galceran, veient que perdria influència, va argumentar que si era destituït hauria de marxar de Barcelona en reprendre el càrrec de governador i que això provocaria irremeiablement protestes violentes, cosa que el rei Alfons volia evita. Els consellers no van aconseguir la destitució abans del dia de Sant Andreu. Així, amb el suport d’una segona carta del monarca que suspenia les eleccions del 30 de novembre, Galceran va configurar un Consell de Cent favorable a la seva causa, definit per la igualtat de representació entre els diversos estaments. Aquest consell el formaven 28 ciutadans honrats, 50 mercaders i 104 artesans i comerciants. Les eleccions no es van tornar a celebrar fins al 1455. Immediatament després de configurar el nou Consell, Galceran va fer empresonar alguns dels seus rivals polítics. El sis de gener d’aquell any, una nova carta del monarca donava instruccions de mantenir l’antic Consell de Cent mentre ell deliberava, però l’acció de Requesens ja s'havia dut a terme i aquest li feia saber al monarca que ho havia fet assessorat pel Consell Reial i amb voluntat de servir-lo.
Requesens es va trobar amb un problema a l’hora de configurar el Consell de Cent, i és que els ciutadans honrats no volien participar del govern de la Busca. Per aquesta raó, va haver d’elevar a força famílies menestrals i comerciants a l’exclusiva categoria de ciutadans honrats. Per tal de mantenir l’ordre públic Requesens va publicar una ordenació que prohibia el port d’armes i, encara que va situar als més extremistes del Sindicat dels Tres Estaments al Consell de Cent, va prohibir les reunions dels oficis. A més, va promoure una reforma administrativa que va abaixar sous de càrrecs públics, va prohibir que se’n desenvolupés més d’un alhora per una sola persona i va reduir-ne el temps d’exercici del càrrec.
La reforma monetària que els buscaris havien defensat mentre eren a l’oposició va arribar finalment l’octubre de 1453. A partir d’aleshores, el croat de plata assolia el preu del seu contingut de metall preciós. Per altra banda, les promeses de la Busca respecte als preus dels aliments, el subministrament d’aquests i els impostos no es van poder mantenir durant la seva etapa al govern. Més enllà de la revalorització de la moneda, el segon pilar de la reforma econòmica va ser el proteccionisme impulsat pels mercaders, especialment pels comerciants tèxtils, que van prohibir la importació de robes estrangeres.

#### Destitució
El 1454, els ciutadans Fivaller i Santcliment fan una de les continues ambaixades de la Biga a la cort de Nàpols. Aquesta vegada, encara que Galceran es defensà ell mateix durant els mesos de maig i juny davant del monarca, no va aconseguir revalidar el seu suport. Així, el 31 de maig, va ser destituït per Alfons del càrrec de lloctinent de Catalunya. Tot i això, la victòria dels bigaires va ser pírrica, car encara que buscaven incondicionalment la destitució de Requesens, va substituir-lo l’infant Joan, partidari de la Busca. Els ciutadans honrats havien defensat que la millor persona per ocupar el càrrec havia de ser la reina Maria de Castella, molt més neutral en el conflicte. Alfons no ho va considerar així i Joan va prendre possessió del càrrec a Lleida el primer d’agost convocant corts el dia 27 d’aquell mateix mes. En aquell context, Requesens recuperava el càrrec de governador general de Catalunya, tornant a tenir la capacitat d’arbitrar el poder a la ciutat de Barcelona. Amb la lloctinència de Joan, les eleccions del Consulat de Mar que havien estat suspeses finalment es van celebrar l’octubre de 1454. Durant aquesta lloctinència, que duraria els últims quatre anys de vida d’Alfons el Magnànim, l’infant Joan com a lloctinent posaria les bases del que més endavant es convertiria en la Guerra Civil Catalana de 1462-1472, donant suport a la causa remença i a la Busca a la ciutat de Barcelona.

### Caiguda política de Galceran
Durant el transcurs de 1455, Galceran va visitar de nou a Alfons a Nàpols, i el 30 de gener, el Consell de Cent li donaria a Requesens 5.500 lliures i el monarca li cediria les viles d’Elx, Crevillent, Tàrrega, Terrassa, Sabadell i el castell de Rahona en virtut de la seva tasca a Barcelona. Tanmateix, el monarca canviaria d’opció. Així doncs, retiraria les concessions i el 1457 donaria a Galceran l’encàrrec de fer de procurador general del comtat d’Empúries. Com que Requesens no tenia potestat per governar el comtat car era propietat reial i depenia del batlle general, rep també la possessió de la vila de Castelló d’Empúries, donació que li permetia exercir de governador del comtat.
L’any 1457 se situa a Requesens presidint una cavalcada per celebrar l’any nou, cosa que com a mínim el situa al centre de la popularitat a la Ciutat de Barcelona. Durant el transcurs de les Corts convocades per Joan de Navarra, l’estament noble va posicionar-se molt clarament contra la participació de la Busca a les Corts. A més, defensaven que la reforma monetària era contrària a les constitucions del Principat i que calia revocar-la. Tot i això, els buscaires van obtenir una reforma que els afavoria en representativitat dins la Diputació del General l’11 d’octubre de 1455. En aquelles mateixes Corts, el 23 de desembre de 1455, es va declarar il·legal la reforma monetària i la lloctinència de Requesens a través de l’anomenat «Greuge de Requesens».
El 1458, juntament amb el seu germà Bernat de Requesens, Galceran fou elevat a la categoria de noble.
L’objectiu de la Biga i la noblesa era fer un donatiu de 400.000 florins a canvi del viratge en els temes relatius a Barcelona i el conflicte remença i el retorn d’Alfons a Catalunya. El pagament mai es va fer efectiu perquè el monarca moriria a Nàpols, cosa que faria fracassar les Corts. Durant l’estiu de 1459, els rumors difosos pels ciutadans honrats contra la figura de Galceran van fer que durant el juliol, a la plaça del Padró, s'originés un avalot. La gent que es manifestava acusava Requesens de segrestar homes, així com de treure presoners de les presons per fer-los servir com a remers per les seves galeres i les dels seus fills. Aquests fets van fer que les desavinences entre els consellers i Galceran fossin cada vegada més acusades. Durant el transcurs d’aquell any, els ciutadans honrats que es mantenien al Consell de Cent durant el govern de la Busca, sumats als buscaires moderats, van aconseguir que els representants de la Biga tornessin a recuperar el poder a la Ciutat Comtal.
Al llarg de 1460, el monarca Joan II va concedir poders a Requesens en facultat de governador per tal d’arbitrar de nou a Barcelona. Aquest cop, els síndics havien estat escollits doblement, un per cada bàndol, però quan el monarca va conèixer la situació va negar als representants bigaires la seva presència a les Corts de Lleida. Finalment, el 25 de novembre, encara que Galceran va fer arribar als consellers una carta de Joan II que ordenava escollir un síndic per cada estament, tot i que els consellers s'hi van negar. El dos de desembre de 1460, Joan faria empresonar el seu fill, el príncep Carles de Viana. En aquell moment la tensió escalaria fins a tal punt que Requesens ja no tindria res a fer davant la situació. A principis d’any, Galceran de Requesens procurava convèncer als consellers que calia reprimir les protestes en favor del Príncep, però la seva popularitat era tal que aquestes arribaven als més alts càrrecs polítics. Durant la nit del tres de gener van aparèixer pasquins per la ciutat que deien: «com que el rei ha fet presoner al seu fill contra tota justicia, a causa de la malvada informació del traïdor Galceran de Requesens, tothom ha d’acudir armat a la plaça de la Rambla per fer el més convenient».

### Exili i mort
El 8 de febrer de 1461, Requesens va fugir a Vilafranca del Penedès, on es va allotjar en una pensió on va ser descobert a mitjanit pels oficials de la Diputació, que li van ordenar que es presentés a Barcelona. Ell va decidir fugir a Molins de Rei. Allà el van acabar retenint fins a l’11 de març, quan seria detingut. El monarca va intentar intercedir per Requesens, argumentant que, en tractar-se d’un oficial reial, sols ell podia jutjar-lo. Evidentment, no va servir per a res. L'esposa de Requesens, Isabel Johan de Soler va ser expulsada de Barcelona durant el judici de Requesens per l’aleshores lloctinent Carles de Viana, alliberat des de les Capitulacions de Vilafranca. Finalment, el 21 de juny de 1461 seria destituït del càrrec de governador general de Catalunya per la reina Joana i va ser condemnat a l’exili de per vida sota pena de mort i confiscació dels seus béns si incomplia l'ordre. Tanmateix, si volia defensar-se en judici se li permetia a quedar-se a la presó fins que el procés finalitzés. Negre i Pastell afirma que la seva decisió va ser força expressiva i no gens dissimulada i afirma que Requesens, plorant, va optar per no defensar-se i va ser alliberat a les sis de la tarda del 25 de juny del mateix any. Va exiliar-se a la ciutat de València on moriria el 1465, va deixar dos fills mascles (i diverses filles) que van lluitar en la guerra civil catalana al costat del Joan II i van rebre com a premi el privilegi de poder usar les quatre barres de l'escut reial, emblema que des d'aleshores han lluït els seus descendents.

## La Baronia de Molins de Rei
Durant l’any 1413, l’infant Alfons, actuant en nom del seu pare, va negociar amb els vilatans de Molins de Rei un préstec a la monarquia per fer front a la readquisició de la vila per part d’aquesta. Finalment, l’any 1414, Ferran I va atorgar una promesa real a la Vila on es van fer les següents concessions: en primer lloc, el rei cedia tots els drets que rebia de la Vila a la Universitas , és a dir a l’agrupació de membres jurídics de la comunitat, fins que s'hagués cobrat el préstec de cent mil lliures fet al monarca. A més a més, prometia que la propietat de Molins de Rei no se separaria de la Corona. El rei també eximia d’alguns impostos als vilatans i en rebaixava d'altres. Després del pagament del deute, el monarca es comprometia a cobrar només la qüèstia i la cena. A més, igualava el pagament de les despeses de la coronació i del casament a la quantitat que es pagava a la ciutat Barcelona. Així mateix, el rei, assegurava que el batlle escollit hauria de ser local perpètuament i que esdevindria carrer de Barcelona. Aquesta era una fórmula comuna per a recuperar antigues propietats de la monarquia, perquè encara que aquesta pogués demostrar que havia estat adquiria en carta de gràcia, acostumava a necessitar l’ajut econòmic dels habitants locals per fer front al pagament de la propietat. A causa de les dificultats econòmiques dels molinencs per pagar el deute causat pel préstec concedit al monarca, el procés s'allargà fins al 1417, després de la mort de Ferran.
L’any 1418, Alfons el Magnànim es va reunir amb la noblesa catalana per abordar l’assumpte del malestar dels nobles catalans per la seva exclusió de la cort reial en favor de nobles castellans. La iniciativa la van portar Roger Bernat de Pallars i Bernat de Cabrera i estigueren reunits de febrer a març. La idea de la reunió era polir les diferències entre Alfons i la noblesa, que s'havien fet cada cop més profundes des que Ferran I havia començat a recuperar propietats. La tensió que només havia fet que augmentar i més enllà dels efectes de la topada prèvia per la qüestió de l'idioma, el detonant de la crisi va ser el problema dels funcionaris estrangers.
Finalment, el 1419, Alfons revocà el pacte de 1414 i es va negar a lliurar el control i les rendes als prohoms de la vila, però va acabar de pagar-ne el deute de la compra. Davant d’això, alguns veïns es negaren a signar, cosa que portà Alfons a empresonar-los. La compra es va fer efectiva el 21 de febrer de 1420, moment en el qual es van incorporar els termes de Santa Creu d’Olorda i Vallvidrera. En un context d’estancament econòmic, l’ofegament fiscal dels molinencs va ser tal que la vila es va sumir en una mica més d’una dècada d’inviabilitat que va portar a tornar-ne a privatitzar la propietat el 1430, abandonant l’etapa de vila reial. Entre 1420 i 1430 la monarquia, a través de la figura del batlle general, va fomentar el creixement de la indústria a la Vila, concretament la molinera, millorant-ne els camins i va impulsar també una petita indústria de ballesters. Tot i aquests intents, els prohoms es van haver d’endeutar de nou i els conflictes d’interessos es van anar fent palesos amb els anys.
El 1427, un terratrèmol va sacsejar Catalunya i a Molins de Rei va enderrocar parcialment l’església que no es pogué arreglar per falta de fons. Finalment, un litigi entre el forner Berenguer Oliver i els prohoms ballesters per la decisió del primer de no encendre el forn tots els dies va ser la gota que va fer vessar el got. Galceran va rebre la propietat de la pensió del censal que rebia de la universitat de Molins, uns 2,500 sous. En aquell moment, Requesens va esdevenir creditor d’un censal mort que sumava un gran deute i una possibilitat de cobrar-lo força petita. Per això, Galceran aviat va demanar a Alfons una ampliació de la donació, argumentant que necessitava més propietats per pagar el dot de la seva dona. En resposta a això, Alfons concedí a Galceran la Vila de Molins de Rei en lliure i franc alou.

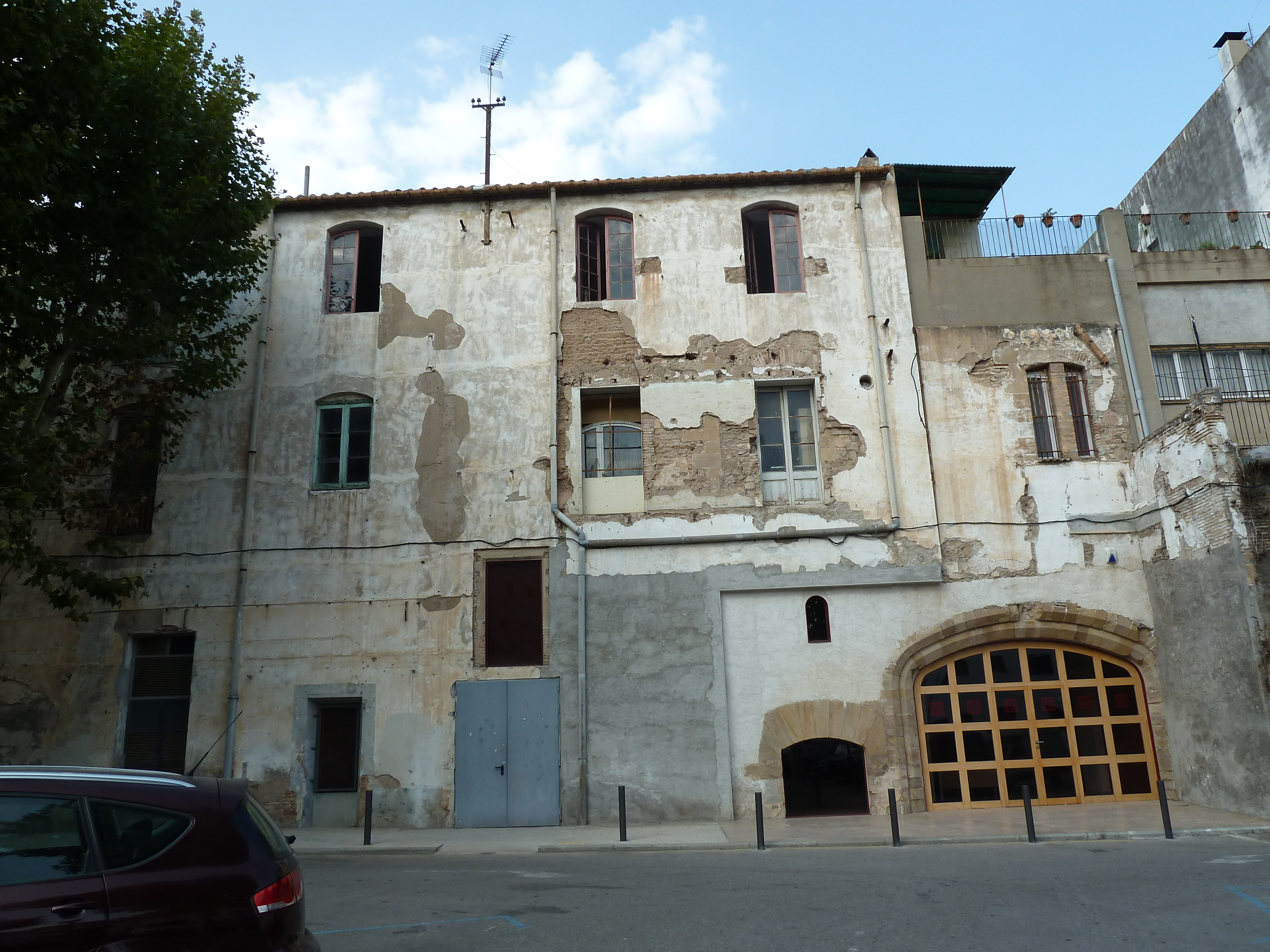
Façana del Palau de Requesens des de la plaça Pati del Palau abans de la reforma (2020-2024)

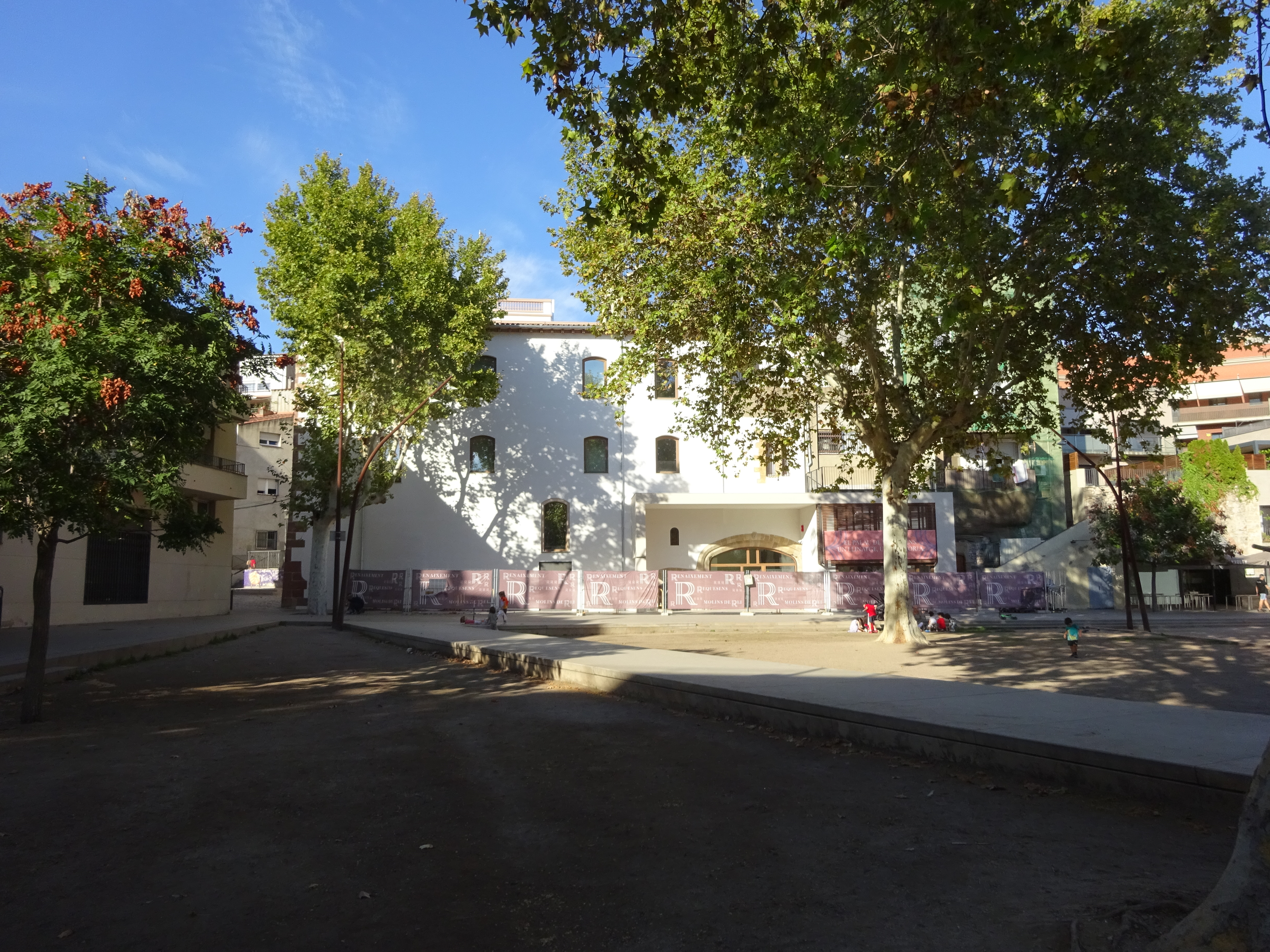
Façana del Palau de Requesens des de la plaça Pati del Palau amb la reforma acabada (2024)

Cal tenir en compte que la situació financera era tan precària que resultava insostenible pels veïns i pel monarca mantenir-la. Així, Alfons va donar la baronia amb tots els seus vassalls, termes, territoris, rendes, drets i jurisdicció civil i criminal a Galceran de Requesens. Va fer-ho, però sense el consentiment dels veïns, que aviat es van queixar. Abans de formalitzar la donació, però, calia que es derogués formalment la promesa feta per Ferran I el 1414 de què Molins no se separaria del patrimoni reial i, per fer-ho, calia convèncer als prohoms de Molins. Les negociacions van donar-se durant la primavera de 1430 i van concloure el 17 de juny d’aquell any. Durant aquestes reunions, Galceran va oferir sucoses rebaixes fiscals als vilatans. La donació va tancar-se amb la ratificació de l’acord entre Galceran i la universitat de Molins de Rei, el 15 d’octubre de 1431, quan rebre la validació reial aquest cop sense carta de gràcia. A Galceran se li atribueix la construcció del recentment renovat Palau de Requesens de Molins de Rei, sobre del que havia estat el celler dels Desllor.
Durant el període de 1430 i 1433, mentre Requesens exercia de batlle general de Catalunya, Pere de Relat, senyor d’Olorda, inicià un plet contra Galceran pel domini superior del Castell Ciuró. Relat guanyà el plet davant d’Alfons, però, quan hagué de dur davant del batlle general l’escriptura de transmissió del castell aquest impugnà la gràcia reial afirmant que el rei no era senyor alodial del Castell.
La notícia de la donació reial de la Vila a Galceran no va trigar a arribar a Barcelona, on no va ser rebuda amb entusiasme. Els Consellers de la Ciutat argumentaven que tenien jurisdicció criminal i dret sobre pesos i mesures a la Vila i que, a més, el monarca havia hipotecat les propietats reials per pagar un censal mort i, per tant, no tenia dret a donar-les ni cedir-les. Els Consellers van fer efectiva la seva demanda contra Requesens a finals d’any, davant la reina Maria, que actuava com a lloctinent. Malgrat que la donació hagués pogut ser il·legal, Alfons no va fer cas de les reclamacions dels consellers i ratificà la donació el 15 d’octubre de 1431. Davant l’empresonament de Requesens el 1435, els consellers van tornar a reclamar a Alfons la revocació de la senyoria de Molins de Rei argumentant que era perjudicial per als privilegis concessions i llibertats de la mateixa Vila. Alfons no pogué atendre la demanda, puix va ser fet presoner a Ponça aquell agost. El 1439 els consellers sortints recorden als que prenien possessió del càrrec que la reclamació de Molins de Rei havia de continuar. El 6 de febrer d’aquell any la Reial Audiència va restituir el Castell Ciuró a la família de Relat. Els plets per la propietat de Molins de Rei s'aturaven quan el 1444 la reina validava de nou la donació.
A partir de 1440, Isabel Johan de Soler va començar a cuidar-se de la gestió del govern municipal al costat del procurador Pere des Torrent. Isabel va comprar algunes propietats als veïns del domini a partir de 1441, com la Torre Dimassa cedida al fill de Galceran, Dimes.
El 1448, Galceran va impedir que els consellers de Barcelona edifiquessin a Molins de Rei forques amb jurisdicció criminal del veguer, cosa que va impugnar la jurisdicció criminal de la ciutat sencera, fent enutjar enormement als seus enemics. Car els criminals que delinquissin a Barcelona ara podrien refugiar-se a poc més de vint quilòmetres.
L’11 de juliol de 1450, el veguer de Barcelona ordena que es capturi a un home que decideix fugir i refugiar-se a Molins de Rei. Davant d’això, Requesens el va acollir. Durant aquell mateix any, Galceran va prendre possessió de les viles de Terrassa, Sabadell i Montcada, propietat de Barcelona. La causa és que els consellers impedien que el sindicat remença recaptés els diners per pagar les redempcions pels mals usos. Els consellers van dur l’assumpte a la cort de Nàpols on no sols van aconseguir que Alfons els retornés les viles sinó que també es reobrís el cas de la donació de Molins de Rei. Galceran es va deslliurar d'haver de defensar-se perquè fou nomenat ambaixador a Castella i s'aturà el plet fins a la fi de la missió diplomàtica i, després, fins que tornés el rei, cosa que no passà.
El 1453 situem a Galceran residint al Palau Reial Menor de Barcelona. Aquell mateix any ocuparia la lloctinència de Catalunya i la propietat de Molins de Rei va deixar de ser una prioritat pels consellers de Barcelona, ja que el seu enfrontament principal amb Galceran era causat pels seus conflictes a través de la Busca. Finalment, el 1454 Joan de Navarra, com a lloctinent i reunit amb el Reial Consell, va concloure que la donació era vàlida.
El 3 de febrer de 1461 Galceran fugia a mitjanit de Barcelona i després de refugiar-se un dies a Vilafranca del Penedès i ser foragitat del seu amagatall es va traslladar a Molins de Rei. Allà, el 12 de març, Galceran era detingut pel batlle de Barcelona i els seus quatre-cents homes després de ser descobert amagat sota un taronger a casa seva a Molins de Rei. Després de passar una bona temporada a la presó, el 16 de juny 1461, el veredicte del judici per part de la Diputació i el príncep Carles de Viana que finalment va concloure amb la destitució de Requesens del càrrec de governador general i l’exili el mateix any. Requesens abandonà Catalunya “molt congoixat i ab llàgrimes als ulls” per morir a València el 1465. Durant la seva absència van governar Molins de Rei diversos personatges, el primer fou el seu fill Lluís, que s'ocupà de la baronia fins al 13 octubre 1462, moment en el qual la Diputació n’usurpà la propietat. La Diputació del General va cedir Molins de Rei a Pere IV el novembre de 1464 i aquest aviat la cediria a Joan d’Almada fins a la fi de la Guerra Civil.

## Matrimoni i descendents
El 1434, es va casar amb la valenciana Elisabet Joan de Soler (o Dessoler) amb qui tingué tretze fills, sis fills i set filles. El primer, Lluís, nasqué probablement el 1435; la segona, Violant, el 1438, i el tercer, Galceran, el desembre de 1439. Tingué, a més a més, segons consta al seu testament, tres fills més i sis filles més: Berenguer Joan, Onofre, Bernat Guerau, Castellana, Isabel, Jerònima, Carmesina, Dimes, Joana i Dionísia. Galceran de Requesens moriria el 1465 exiliat a València després de ser destituït del càrrec que va exercir durant més anys, el de portaveu del governador general.

#### Llistat de descendents
- Carmesina de Requesens i Joan de Soler.
- Onofre de Requesens i Joan de Soler.
- Bernat Guerau de Requesens, gran prior de Catalunya de l'Orde de Sant Joan de Jerusalem i candidat a ser President de la Generalitat de Catalunya el 1514, tot i no poder acceptar el càrrec per malaltia.
- Violant de Requesens i Joan de Soler.
- Isabel de Requesens i Joan de Soler.
- Jerònima de Requesens i Joan de Soler.
- Castellana de Requesens i Joan de Soler, casada amb el baró de Bellpuig Antoni de Cardona i Centelles
- Joana de Requesens i Joan de Soler.
- Berenguer de Requesens i Joan de Soler (? - 1509), fou marí, coper, majordom i ambaixador reial de Joan II. Casat amb Miquela B. Pastor en primeres núpcies, i amb Isabel de Corbera, vídua d'en Francesc de Montanyans en segones núpcies. Fou marí i coper del rei Joan.
- Galceran de Requesens i Joan de Soler (?, 1439 - Barcelona 1505). Primer comte de Palamós (1486) i de Trivento i Avellino (1456), baró de Calonge.
- Dimes de Requesens i Joan de Soler.
- Dionísia de Requesens i Joan de Soler, es casà amb Benet de Montpalau.
- Lluís de Requesens i Joan de Soler (? ~1435 - 1509). Alt funcionari reial. Va heretar la baronia de Molins de Rei. A la mort del seu germà Galceran, passà a ser el II comte de Palamós.

Un dels seus fills, se l'identifica amb Juan Diaz de Solís.